# Kvalifikace na Mistrovství Evropy ve fotbale 2008 – skupina C
Zápasy této kvalifikační skupiny na Mistrovství Evropy ve fotbale 2008 se konaly v letech 2006 a 2007. Ze sedmi účastníků si postup na závěrečný turnaj zajistily první dva týmy.

## Tabulka
| Poř. | Země                | Z  | V  | R | P | VG | OG | B  |
| ---- | ------------------- | -- | -- | - | - | -- | -- | -- |
| 1.   | Řecko               | 12 | 10 | 1 | 1 | 25 | 10 | 31 |
| 2.   | Turecko             | 12 | 7  | 3 | 2 | 25 | 11 | 24 |
| 3.   | Norsko              | 12 | 7  | 2 | 3 | 27 | 11 | 23 |
| 4.   | Bosna a Hercegovina | 12 | 4  | 1 | 7 | 16 | 22 | 13 |
| 5.   | Moldavsko           | 12 | 3  | 3 | 6 | 12 | 19 | 12 |
| 6.   | Maďarsko            | 12 | 4  | 0 | 8 | 11 | 22 | 12 |
| 7.   | Malta               | 12 | 1  | 2 | 9 | 10 | 31 | 5  |

## Křížová tabulka
| Země                | Bosna a Hercegovina | Maďarsko | Malta | Moldavsko | Norsko | Řecko | Turecko |
| ------------------- | ------------------- | -------- | ----- | --------- | ------ | ----- | ------- |
| Bosna a Hercegovina | –                   | 1:3      | 1:0   | 0:1       | 0:2    | 0:4   | 3:2     |
| Maďarsko            | 1:0                 | –        | 2:0   | 2:0       | 1:4    | 1:2   | 0:1     |
| Malta               | 2:5                 | 2:1      | –     | 2:3       | 1:4    | 0:1   | 2:2     |
| Moldavsko           | 2:2                 | 3:0      | 1:1   | –         | 0:1    | 0:1   | 1:1     |
| Norsko              | 1:2                 | 4:0      | 4:0   | 2:0       | –      | 2:2   | 1:2     |
| Řecko               | 3:2                 | 2:0      | 5:0   | 2:1       | 1:0    | –     | 1:4     |
| Turecko             | 1:0                 | 3:0      | 2:0   | 5:0       | 2:2    | 0:1   | –       |

## Zápasy
Pozn. Turecko muselo za trest odehrát své první tři domácí zápasy v Německu kvůli řádění fanoušků v kvalifikaci na MS 2006.
| 2. září 2006 18:15 UTC+2 |        |                                                                       |                                                                                       |
| Malta                    | 2 – 5  | Bosna a Hercegovina                                                   | Národní stadion Ta' Qali, Ta' Qali diváci: 4,000 rozhodčí: Thomas Vejlgaard (Denmark) |
| Pace 6' M. Mifsud 86'    | Report | Barbarez 4' Hrgović 10' Bartolović 45+1' Muslimović 49' Misimović 51' | Národní stadion Ta' Qali, Ta' Qali diváci: 4,000 rozhodčí: Thomas Vejlgaard (Denmark) |

| 2. září 2006 19:00 UTC+2 |        |                                              |                                                                                    |
| Maďarsko                 | 1 – 4  | Norsko                                       | Szusza Ferenc Stadium, Budapešť diváci: 10,500 rozhodčí: Pieter Vink (Netherlands) |
| Gera 90' (pen.)          | Report | Solskjær 15', 44' Strømstad 31' Pedersen 41' | Szusza Ferenc Stadium, Budapešť diváci: 10,500 rozhodčí: Pieter Vink (Netherlands) |

| 2. září 2006 20:15 UTC+3 |        |                  |                                                                           |
| Moldavsko                | 0 – 1  | Řecko            | Zimbru Stadium, Kišiněv diváci: 10,500 rozhodčí: Matteo Trefoloni (Italy) |
|                          | Report | Lyberopoulos 78' | Zimbru Stadium, Kišiněv diváci: 10,500 rozhodčí: Matteo Trefoloni (Italy) |

| 6. září 2006 19:00 UTC+2  |        |           |                                                                             |
| Norsko                    | 2 – 0  | Moldavsko | Ullevaal Stadion, Oslo diváci: 23,848 rozhodčí: Hristo Ristoskov (Bulgaria) |
| Strømstad 74' Iversen 79' | Report |           | Ullevaal Stadion, Oslo diváci: 23,848 rozhodčí: Hristo Ristoskov (Bulgaria) |

| 6. září 2006 20:00 UTC+2 |        |       |                                                                                                  |
| Turecko                  | 2 – 0  | Malta | Commerzbank-Arena, Frankfurt nad Mohanem diváci: 0 rozhodčí: Bernardino González Vázquez (Spain) |
| Nihat 56' Tümer 77'      | Report |       | Commerzbank-Arena, Frankfurt nad Mohanem diváci: 0 rozhodčí: Bernardino González Vázquez (Spain) |

| 6. září 2006 20:15 UTC+2 |        |                                       |                                                                         |
| Bosna a Hercegovina      | 1 – 3  | Maďarsko                              | Bilino Polje, Zenica diváci: 20,000 rozhodčí: Costas Kapitanis (Cyprus) |
| Misimović 64' (pen.)     | Report | Huszti 36' (pen.) Gera 46' Dárdai 49' | Bilino Polje, Zenica diváci: 20,000 rozhodčí: Costas Kapitanis (Cyprus) |

| 7. října 2006 19:00 UTC+3 |        |                         |                                                                            |
| Moldavsko                 | 2 – 2  | Bosna a Hercegovina     | Zimbru Stadium, Kišiněv diváci: 11,000 rozhodčí: Hervé Piccirillo (France) |
| Rogaciov 13', 32' (pen.)  | Report | Misimović 63' Grlić 68' | Zimbru Stadium, Kišiněv diváci: 11,000 rozhodčí: Hervé Piccirillo (France) |

| 7. října 2006 19:00 UTC+2 |        |            |                                                                                 |
| Maďarsko                  | 0 – 1  | Turecko    | Stadium Puskás Ferenc, Budapešť diváci: 9,500 rozhodčí: Alain Hamer (Lucemburk) |
|                           | Report | Tuncay 41' | Stadium Puskás Ferenc, Budapešť diváci: 9,500 rozhodčí: Alain Hamer (Lucemburk) |

| 7. října 2006 21:30 UTC+3 |        |        |                                                                             |
| Řecko                     | 1 – 0  | Norsko | Karaiskákis Stadium, Atény diváci: 25,000 rozhodčí: Lubos Michel (Slovakia) |
| Katsuranis 33'            | Report |        | Karaiskákis Stadium, Atény diváci: 25,000 rozhodčí: Lubos Michel (Slovakia) |

| 11. října 2006 19:15 UTC+2 |        |               |                                                                                      |
| Malta                      | 2 – 1  | Maďarsko      | Národní stadion Ta' Qali, Ta' Qali diváci: 5,000 rozhodčí: Johny Ver Eecke (Belgium) |
| Schembri 14', 53'          | Report | Torghelle 19' | Národní stadion Ta' Qali, Ta' Qali diváci: 5,000 rozhodčí: Johny Ver Eecke (Belgium) |

| 11. října 2006 20:00 UTC+2                 |        |           |                                                                                           |
| Turecko                                    | 5 – 0  | Moldavsko | Commerzbank-Arena, Frankfurt nad Mohanem diváci: 0 rozhodčí: Nicolai Vollquartz (Denmark) |
| Şükür 35', 37' (pen.), 43', 73' Tuncay 68' | Report |           | Commerzbank-Arena, Frankfurt nad Mohanem diváci: 0 rozhodčí: Nicolai Vollquartz (Denmark) |

| 11. října 2006 19:15 UTC+2 |        |                                                                    |                                                                       |
| Bosna a Hercegovina        | 0 – 4  | Řecko                                                              | Bilino Polje, Zenica diváci: 10,000 rozhodčí: Jurij Baskakov (Russia) |
|                            | Report | Charisteas 8' (pen.) Patsatzoglou 82' Samaras 85' Katsuranis 90+4' | Bilino Polje, Zenica diváci: 10,000 rozhodčí: Jurij Baskakov (Russia) |

| 24. března 2007 19:00 UTC+2 |        |            |                                                                            |
| Moldavsko                   | 1 – 1  | Malta      | Zimbru Stadium, Kišiněv diváci: 10,000 rozhodčí: Vusal Aliyev (Azerbaijan) |
| Epureanu 85'                | Report | Mallia 73' | Zimbru Stadium, Kišiněv diváci: 10,000 rozhodčí: Vusal Aliyev (Azerbaijan) |

| 24. března 2007 19:00 UTC+1 |        |                              |                                                                      |
| Norsko                      | 1 – 2  | Bosna a Hercegovina          | Ullevaal Stadion, Oslo diváci: 16,987 rozhodčí: Mike Riley (England) |
| Carew 50' (pen.)            | Report | Misimović 18' Muslimović 33' | Ullevaal Stadion, Oslo diváci: 16,987 rozhodčí: Mike Riley (England) |

| 24. března 2007 21:30 UTC+2 |        |                                              |                                                                              |
| Řecko                       | 1 – 4  | Turecko                                      | Karaiskákis Stadium, Atény diváci: 34,000 rozhodčí: Wolfgang Stark (Germany) |
| Kyrgiakos 5'                | Report | Tuncay 27' Gökhan 55' Tümer 70' Gökdeniz 81' | Karaiskákis Stadium, Atény diváci: 34,000 rozhodčí: Wolfgang Stark (Germany) |

| 28. března 2007 18:00 UTC+2 |        |           |                                                                                    |
| Maďarsko                    | 2 – 0  | Moldavsko | Szusza Ferenc Stadium, Budapešť diváci: 5,000 rozhodčí: Martin Ingvarsson (Sweden) |
| Priskin 9' Gera 63'         | Report |           | Szusza Ferenc Stadium, Budapešť diváci: 5,000 rozhodčí: Martin Ingvarsson (Sweden) |

| 28. března 2007 19:30 UTC+2 |        |                    |                                                                                      |
| Malta                       | 0 – 1  | Řecko              | Národní stadion Ta' Qali, Ta' Qali diváci: 15,000 rozhodčí: Pedro Proença (Portugal) |
|                             | Report | Basinas 66' (pen.) | Národní stadion Ta' Qali, Ta' Qali diváci: 15,000 rozhodčí: Pedro Proença (Portugal) |

| 28. března 2007 20:00 UTC+2 |        |                         |                                                                                     |
| Turecko                     | 2 – 2  | Norsko                  | Commerzbank-Arena, Frankfurt nad Mohanem diváci: 0 rozhodčí: Stefano Farina (Italy) |
| Hamit Altıntop 72', 90'     | Report | Brenne 31' Andresen 40' | Commerzbank-Arena, Frankfurt nad Mohanem diváci: 0 rozhodčí: Stefano Farina (Italy) |

| 2. června 2007 21:30 UTC+3 |        |          |                                                                               |
| Řecko                      | 2 – 0  | Maďarsko | Pankritio Stadium, Iraklio diváci: 16,000 rozhodčí: Claus Bo Larsen (Denmark) |
| Gekas 16' Seitaridis 29'   | Report |          | Pankritio Stadium, Iraklio diváci: 16,000 rozhodčí: Claus Bo Larsen (Denmark) |

| 2. června 2007 20:00 UTC+2              |        |                     |                                                                                   |
| Bosna a Hercegovina                     | 3 – 2  | Turecko             | Asim Ferhatović Hase, Sarajevo diváci: 20,000 rozhodčí: Peter Fröjdfeldt (Sweden) |
| Muslimović 27' Džeko 45+2' Ćustović 90' | Report | Şükür 13' Sabri 39' | Asim Ferhatović Hase, Sarajevo diváci: 20,000 rozhodčí: Peter Fröjdfeldt (Sweden) |

| 2. června 2007 20:05 UTC+2                     |        |       |                                                                       |
| Norsko                                         | 4 – 0  | Malta | Ullevaal Stadion, Oslo diváci: 16,364 rozhodčí: Jacek Granat (Poland) |
| Hæstad 31' Helstad 73' Iversen 79' Riise 90+1' | Report |       | Ullevaal Stadion, Oslo diváci: 16,364 rozhodčí: Jacek Granat (Poland) |

| 6. června 2007 19:00 UTC+2             |        |          |                                                                                    |
| Norsko                                 | 4 – 0  | Maďarsko | Ullevaal Stadion, Oslo diváci: 19,198 rozhodčí: Eduardo Iturralde González (Spain) |
| Iversen 22' Braaten 57' Carew 60', 78' | Report |          | Ullevaal Stadion, Oslo diváci: 19,198 rozhodčí: Eduardo Iturralde González (Spain) |

| 6. června 2007 20:15 UTC+2 |        |       |                                                                               |
| Bosna a Hercegovina        | 1 – 0  | Malta | Asim Ferhatović Hase, Sarajevo diváci: 15,000 rozhodčí: Ceri Richards (Wales) |
| Muslimović 6'              | Report |       | Asim Ferhatović Hase, Sarajevo diváci: 15,000 rozhodčí: Ceri Richards (Wales) |

| 6. června 2007 21:30 UTC+3        |        |            |                                                                                |
| Řecko                             | 2 – 1  | Moldavsko  | Pankritio Stadium, Iraklio diváci: 22,000 rozhodčí: Jan Wegereef (Netherlands) |
| Charisteas 30' Lyberopoulos 90+5' | Report | Frunză 80' | Pankritio Stadium, Iraklio diváci: 22,000 rozhodčí: Jan Wegereef (Netherlands) |

| 8. září 2007 16:00 UTC+2 |        |                     |                                                                                  |
| Maďarsko                 | 1 – 0  | Bosna a Hercegovina | Stadion Sóstói, Székesfehérvár diváci: 10,000 rozhodčí: Matteo Trefoloni (Italy) |
| Gera 39' (pen.)          | Report |                     | Stadion Sóstói, Székesfehérvár diváci: 10,000 rozhodčí: Matteo Trefoloni (Italy) |

| 8. září 2007 19:30 UTC+2 |        |                               |                                                                                      |
| Malta                    | 2 – 2  | Turecko                       | Národní stadion Ta' Qali, Ta' Qali diváci: 18,000 rozhodčí: Stefan Messner (Austria) |
| Said 41' Schembri 76'    | Report | Halil Altıntop 45' Servet 78' | Národní stadion Ta' Qali, Ta' Qali diváci: 18,000 rozhodčí: Stefan Messner (Austria) |

| 8. září 2007 21:00 UTC+3 |        |             |                                                                        |
| Moldavsko                | 0 – 1  | Norsko      | Zimbru Stadium, Kišiněv diváci: 15,000 rozhodčí: Robert Małek (Poland) |
|                          | Report | Iversen 49' | Zimbru Stadium, Kišiněv diváci: 15,000 rozhodčí: Robert Małek (Poland) |

| 12. září 2007 19:00 UTC+2 |        |                   |                                                                               |
| Norsko                    | 2 – 2  | Řecko             | Ullevaal Stadion, Oslo diváci: 24,080 rozhodčí: Massimo Busacca (Switzerland) |
| Carew 15' Riise 39'       | Report | Kyrgiakos 7', 30' | Ullevaal Stadion, Oslo diváci: 24,080 rozhodčí: Massimo Busacca (Switzerland) |

| 12. září 2007 20:30 UTC+3                   |        |          |                                                                               |
| Turecko                                     | 3 – 0  | Maďarsko | BJK İnönü Stadium, Istanbul diváci: 28,020 rozhodčí: Stuart Dougal (Scotland) |
| Gökhan 68' Aurélio 72' Halil Altıntop 90+3' | Report |          | BJK İnönü Stadium, Istanbul diváci: 28,020 rozhodčí: Stuart Dougal (Scotland) |

| 12. září 2007 20:00 UTC+2 |        |            |                                                                                       |
| Bosna a Hercegovina       | 0 – 1  | Moldavsko  | Asim Ferhatović Hase Stadium, Sarajevo diváci: 4,000 rozhodčí: Jouni Hyytiä (Finland) |
|                           | Report | Bugaev 22' | Asim Ferhatović Hase Stadium, Sarajevo diváci: 4,000 rozhodčí: Jouni Hyytiä (Finland) |

| 13. října 2007 16:20 UTC+2 |        |       |                                                                                    |
| Maďarsko                   | 2 – 0  | Malta | Szusza Ferenc Stadium, Budapešť diváci: 6,000 rozhodčí: Karen Nalbandyan (Armenia) |
| Feczesin 34' Tőzsér 77'    | Report |       | Szusza Ferenc Stadium, Budapešť diváci: 6,000 rozhodčí: Karen Nalbandyan (Armenia) |

| 13. října 2007 21:00 UTC+3 |        |          |                                                                            |
| Moldavsko                  | 1 – 1  | Turecko  | Zimbru Stadium, Kišiněv diváci: 10,500 rozhodčí: Martin Atkinson (England) |
| Frunză 11'                 | Report | Ümit 63' | Zimbru Stadium, Kišiněv diváci: 10,500 rozhodčí: Martin Atkinson (England) |

| 13. října 2007 21:30 UTC+3                |        |                          |                                                                            |
| Řecko                                     | 3 – 2  | Bosna a Hercegovina      | Olympic Stadium, Atény diváci: 35,000 rozhodčí: Grzegorz Gilewski (Poland) |
| Charisteas 10' Gekas 57' Lyberopoulos 72' | Report | Hrgović 54' Ibišević 90' | Olympic Stadium, Atény diváci: 35,000 rozhodčí: Grzegorz Gilewski (Poland) |

| 17. října 2007 19:30 UTC+2      |        |                                   |                                                                                       |
| Malta                           | 2 – 3  | Moldavsko                         | Národní stadion Ta' Qali, Ta' Qali diváci: 10,000 rozhodčí: Igorj Ishchenko (Ukraine) |
| Scerri 71' M. Mifsud 84' (pen.) | Report | Bugaev 24' (pen.) Frunză 31', 35' | Národní stadion Ta' Qali, Ta' Qali diváci: 10,000 rozhodčí: Igorj Ishchenko (Ukraine) |

| 17. října 2007 20:30 UTC+3 |        |                |                                                                                        |
| Turecko                    | 0 – 1  | Řecko          | Ali Sami Yen Stadium, Istanbul diváci: 24,000 rozhodčí: Manuel Mejuto González (Spain) |
|                            | Report | Amanatidis 79' | Ali Sami Yen Stadium, Istanbul diváci: 24,000 rozhodčí: Manuel Mejuto González (Spain) |

| 17. října 2007 20:30 UTC+2 |        |                       |                                                                                         |
| Bosna a Hercegovina        | 0 – 2  | Norsko                | Asim Ferhatović Hase Stadium, Sarajevo diváci: 1,500 rozhodčí: Stéphane Lannoy (France) |
|                            | Report | Hagen 5' B. Riise 74' | Asim Ferhatović Hase Stadium, Sarajevo diváci: 1,500 rozhodčí: Stéphane Lannoy (France) |

| 17. listopadu 2007 19:00 UTC+2   |        |          |                                                                        |
| Moldavsko                        | 3 – 0  | Maďarsko | Zimbru Stadium, Kišiněv diváci: 6,483 rozhodčí: Pavel Královec (Česko) |
| Bugaev 13' Josan 23' Alexeev 86' | Report |          | Zimbru Stadium, Kišiněv diváci: 6,483 rozhodčí: Pavel Královec (Česko) |

| 17. listopadu 2007 19:00 UTC+1 |        |                    |                                                                       |
| Norsko                         | 1 – 2  | Turecko            | Ullevaal Stadion, Oslo diváci: 24,080 rozhodčí: Markus Merk (Germany) |
| Hagen 12'                      | Report | Emre 31' Nihat 59' | Ullevaal Stadion, Oslo diváci: 24,080 rozhodčí: Markus Merk (Germany) |

| 17. listopadu 2007 21:30 UTC+2                 |        |       |                                                                        |
| Řecko                                          | 5 – 0  | Malta | Olympic Stadium, Atény diváci: 35,000 rozhodčí: Sten Kaldama (Estonia) |
| Gekas 32', 72', 74' Basinas 54' Amanatidis 61' | Report |       | Olympic Stadium, Atény diváci: 35,000 rozhodčí: Sten Kaldama (Estonia) |

| 21. listopadu 2007 20:00 UTC+1 |        |                                           |                                                                                    |
| Malta                          | 1 – 4  | Norsko                                    | Národní stadion Ta' Qali, Ta' Qali diváci: 6,000 rozhodčí: Jurij Baskakov (Russia) |
| M. Mifsud 53'                  | Report | Iversen 25', 27' (pen.), 45' Pedersen 75' | Národní stadion Ta' Qali, Ta' Qali diváci: 6,000 rozhodčí: Jurij Baskakov (Russia) |

| 21. listopadu 2007 21:00 UTC+2 |        |                     |                                                                                      |
| Turecko                        | 1 – 0  | Bosna a Hercegovina | Ali Sami Yen Stadium, Istanbul diváci: 22,000 rozhodčí: Eric Braamhaar (Netherlands) |
| Nihat 43'                      | Report |                     | Ali Sami Yen Stadium, Istanbul diváci: 22,000 rozhodčí: Eric Braamhaar (Netherlands) |

| 21. listopadu 2007 20:15 UTC+1 |        |                                      |                                                                               |
| Maďarsko                       | 1 – 2  | Řecko                                | Puskás Ferenc Stadium, Budapešť diváci: 32,300 rozhodčí: Rob Styles (England) |
| Buzsáky 7'                     | Report | Vanczák 22' (vl.) Basinas 59' (pen.) | Puskás Ferenc Stadium, Budapešť diváci: 32,300 rozhodčí: Rob Styles (England) |